# 永和五大軒社
永和五大軒社，係指位於新北市永和區北部龜崙蘭溪洲地區五個陣頭軒社組織的合稱，分別為：新廦南清社、下溪洲聚賢堂、溪洲全華軒、後溪洲盟樂社、店仔街永和社。

## 新廦南清社
成立於大正六年（1917年），是永和地區最早成立的軒社。創立者為陳庚申（?-1924）。原名為龜崙蘭溪洲南清社、頂溪洲南清社，後於民國時期改為永和南清社。日治時期一度被總督府下令停止活動，於戰後再起。早期以南管子弟戲為主，民國四十年代停止南管戲演出，改以北管陣頭出陣。
南清社於溪洲迎尪公中負責迎請客神木柵忠順廟保儀大夫。
該社原有七尊神將（謝范將軍、招財進寶、福德正神、田都元帥），近年僅剩謝范將軍及田都元帥三尊神將會參與遶境。其中謝范將軍神將已有超過百年以上的歷史。
社館位於永和南清宮，神將皆存放於此。

## 下溪洲聚賢堂
成立於大正九年（1920年），現為保福宮的附屬軒社之一。創立者已不可考。原名為下溪洲聚賢堂，於戰後更名為永和溪洲聚賢堂。早期以子弟戲、北管陣頭及金龍團為主，原為獨立軒社，後因社員減少加上社館的拆除，於民國一一零年由保福宮接手管理。
聚賢堂於溪洲迎尪公中擔任永和保福宮開基祖駕前軒社。
該社存有六尊神將（謝范將軍、招財進寶、秦瓊與尉遲敬德），其中謝范將軍神將已有超過百年以上的歷史。秦瓊、尉遲敬德兩尊神將存放於永和保福宮媽祖殿兩旁。
社館原位於永和合興宮，後因社館拆除，因此搬遷至永和保福宮內。

## 溪洲全華軒
成立於大正十年（1921年），創立者已不可考，以北管陣頭為主。民國四十八年因團員事務繁忙而休團，於民國七十二年又重新復出。該軒社於民國八十四年開始，至頂溪國小創立北管社，教授北管戲曲，民國一零八年頂溪北管社停止運作。
全華軒於溪洲迎尪公中擔任永和保福宮二祖會駕前軒社。
該社存有八尊神將（招財進寶、福德正神、中壇元帥、金吒太子、木吒太子、二郎神、托塔天王），金吒太子、木吒太子、二郎神、托塔天王四尊神將存放於永和保福宮媽祖殿兩旁。
社館位於永和區中山路一段（永和鎮安宮旁）。

## 後溪洲盟樂社
成立時間與創立者已不可考，於民國五十年代解散。早期以歌仔戲、金龍陣為主，該社所持的鑼為小鑼，不同於南北管的大鑼，屬於「清館」。後因社館的拆除，由保福宮接手管理。
盟樂社於溪洲迎尪公中擔任永和保福宮媽祖會駕前軒社，但由於軒社的凋零，地方人士決定成立後溪州媽祖會接替盟樂社。
該社存有四尊神將（金吒、木吒、哪吒、龍王三太子），神將皆存放於永和保福宮內。
社館原位於永和玄德宮，後因社館拆除，因此搬遷至永和保福宮內。

## 店仔街永和社
成立於戰後，為店仔街福德宮附屬軒社。創立者為洪日親（第七任永和市長洪一平之祖父）。原名為新南清社，後於民國四十年代更名為店仔街永和社。創始成員原為新廦南清社社員，於戰後獨立。早期以歌仔戲為主，民國四十七年改以演出南管子弟戲。
永和社早期皆會參與溪洲迎尪公以及店仔街福德宮福德正神聖誕遶境，後來由於成員的凋零以及福德正神聖誕遶境的取消，永和社已經鮮少出陣。
該社存有六尊神將（招財進寶、福德正神、王天君、柳天君、姜尚），神將皆存於店仔街福德宮內。
社館位於店仔街福德宮。

## 其他

### 瓦窯保慶社
成立於民國四十七年（1958年），創立者已不可考，該軒社為中和區瓦窯一帶居民所成立，由於瓦窯地區為泉州人所居住（中和多數地區為漳州人居住地），故信仰圈為永和保福宮，與中和其他地區不同。
保慶社於溪洲迎尪公中負責迎請客神大稻埕霞海城隍廟霞海城隍、景美集應廟保儀尊王，但由於軒社的凋零，瓦窯居民決定以瓦窯里里民名義取代保慶社。
該社存有七尊神將（招財進寶、福德正神、濟公、二郎神童仔、秦叔寶、尉遲敬德），神將皆存放於永和保福宮內。
社館位於瓦窯保慶宮。

### 浙江定海新生社
成立時間與創立者已不可考。全名為永和保福宮三組會浙江舟山市定海新生社。該軒社是隨國民政府遷臺的浙江定海居民所成立，是臺灣軒社文化中少數由外省人為了參與本省人繞境而成立的軒社。
新生社於溪洲迎尪公中擔任永和保福宮三祖會駕前軒社，目前多以永和保福宮三組會名義出陣，新生社已經較無出陣。

## 外部連結
- 永和南清宮粉絲專頁

- 永和溪洲聚賢堂粉絲專頁

- 永和溪洲全華軒粉絲專頁